# خانه سید علی اکبر موسوی
خانه سید علی اکبر موسوی مربوط به دوره قاجار است و در شیراز، خیابان گذر سنگ سیاه، کوچه عابد زاده، پ ۴۰ واقع شده و این اثر در تاریخ ۱۰ خرداد ۱۳۸۲ با شمارهٔ ثبت ۸۶۶۱ به‌عنوان یکی از آثار ملی ایران به ثبت رسیده است.